# Liste des députés de la XIe législature de la Troisième République française
Cette liste recense les personnes qui ont assuré un mandat de député au cours de la XIIe législature de la IIIe République.
- Haut – A
- B
- C
- D
- E
- F
- G
- H
- I
- J
- K
- L
- M
- N
- O
- P
- Q
- R
- S
- T
- U
- V
- W
- X
- Y
- Z

## A
- Jean-Baptiste Abel
- Léon Abrami
- Léon Accambray
- Maurice Ajam
- Gustave Alasseur
- Ernest Albert-Favre
- Gaétan Albert-Poulain
- Émile Aldy
- Louis Amiard
- Laurent Amodru
- Georges Ancel
- André Hesse
- Édouard Andrieu
- Louis Andrieux
- Raoul Anglès
- François Arago
- Louis Armez
- Alain Albert Leret d'Aubigny
- Jules Aubriot
- Victor Augagneur
- Bernard Augé
- Vincent Auriol

## E
- Fernand Engerand
- Paul Escudier
- Arthur, Emmanuel, Joseph Espivent de la Villesboisnet
- Eugène Étienne
- Pierre Even
- Édouard Eymond
- Laurent Eynac

## F
- Antoine Fabre
- Auguste, Gabriel Failliot
- Joseph Faisant
- Émile Faure
- Émile Favre
- Julien Fayolle
- Abel Ferry
- Joseph Fitte
- Pierre-Étienne Flandin
- Ernest Flandin
- Maurice Flayelle
- Victor Fleuret
- Daniel de Folleville de Bimorel
- Raymond de Fontaines
- Pierre Forgeot
- Octave Foucher
- Henri Fougère
- Gustave Fourment
- François Fournier
- Henri Franklin-Bouillon
- Charles Fringant

## H
- Maurice du Halgouet de Poulpiquet
- Ernest Haudos
- Albert Hauet
- Jean, Patrick Hennessy
- James, Richard, Charles Hennessy
- Urbain de Hercé
- André Honnorat
- André-Paul Houbé
- Pierre Hugon

## I
- Édouard Ignace
- Albert Inghels
- Louis d'Iriart d'Etchepare

## J
- Paul-Maurice Jacquier
- Jean Jaurès
- Aristide Jobert
- Prosper Joseph Josse
- Rémi Charles Anatole Jouancoux
- Ernest Joubert-Peyrot
- Anatole Henri Raoul Jovelet
- Victor Judet
- Joseph Paul Jugy
- Jacques de Juigné

## K
- Gustave, Yves, Marie, Ange de Kerguézec
- Jacques, Marie, Henri Le Cardinal de Kernier
- Louis-Lucien Klotz

## O
- Jean Ossola
- Ernest Outrey

## P
- Raoul Pacaud
- Maurice Pain
- Paul Painlevé
- André Paisant
- Jean Parvy
- Léon Pasqual
- Henry Paté
- Paul Patureau-Baronnet
- Pierre Pays
- Adhémar Péchadre
- Gustave, Jean, Marie Pédoya
- Raoul, Adolphe Péret
- Germain Perier
- Amans, Adrien, Augustin Périer
- Charles, Gilbert, Joseph Péronnet
- Pierre Perreau-Pradier
- Léon Perrier
- Joseph, Constant Petitjean
- Jean Peyret
- Amédée, Louis Peyroux
- Victor Peytral
- Paul Pezet
- Isidore Philbois
- Camille Picard
- Pierre Pichery
- Henri Pierangeli
- Jacques, Gustave Piou
- Gilbert Planche
- Jean, Ignace, Alexis, Winoc Plichon
- Simon Plissonnier
- Robert, Gustave, Marie Poirier de Narçay
- Michel, Marie, Robert de Pomereu
- Paul, Jean, Baptiste Poncet
- Henri, Claude Poncet
- Georges Ponsot
- André, Anna, Marie, Gaston Porteu de la Morandière
- Henri, Jean, Marie Pottevin
- Félix Poullan
- Édouard Pouzet
- Aristide, Emile Prat
- Adrien Pressemane
- Antoine, Abel, Gabriel Prévot dit Ellen-Prévot
- Paul Proust
- Louis Puech
- Paul, Joseph Pugliesi-Conti
- Dominique Pugliesi-Conti
- Louis de Puineuf

## Q
- Henri Queuille

## S
- Jean-Baptiste Saget
- Victor de Saint-Just
- Charles Saint-Venant
- Alfred Salmon
- François Saudubray
- Georges Saumande
- Charles Scheer
- Victor Schleiter
- Jammy Schmidt
- Robert Schuman
- James Sclafer
- Thomas Seltz
- Jean Sénac
- Pierre Sérandour
- Albert Sérol
- Robert Sérot
- Alphonse Sevène
- Victor Sévère
- Maurice Sibille
- Joseph Silbermann
- Paul Simon
- Henry Simon
- Henri Sizaire
- Édouard Soulier
- Charles Spinasse

## T
- Albert Tailliandier
- Antoine Talon
- André Tardieu
- Henry Taudière
- Émile Ternois
- Laurent Théveny
- Joseph Thierry
- Albert Thiery
- Léon Thivrier
- Albert Thomas
- André Thome
- Gaston Thomson
- Louis Tissier
- Henri Tournade
- Isidore Tournan
- Gaston Treignier
- Eugène Treignier
- César Trouin
- Louis Turmel

## V
- Édouard Vaillant
- Marius Valette
- Sabinus Valière
- Georges Vandame
- Alexandre Varenne
- Adrien Veber
- Constant Verlot
- Élie Vidalin
- Louis Viellard
- Octave Vigne
- Jean Villault-Duchesnois
- Émile Vincent
- Daniel Vincent
- Maurice Viollette
- René Viviani
- Lucien Voilin
- Jean Voillot

## W
- Albert Walter
- Lazare Weiller
- François de Wendel

## Y
- Jean Ybarnégaray